# Duopol
Als Duopol oder Dyopol (Zusammensetzung aus altgriechisch δύο dyo „zwei“ und πωλεῖν pōlein „verkaufen“) wird in der Volkswirtschaftslehre eine Marktform bezeichnet, bei der einer Vielzahl von Nachfragern nur zwei Anbieter gegenüberstehen. Das Duopol ist ein Spezialfall des Oligopols. Aufgrund seiner geringen Komplexität ist die Annahme eines Duopols häufig Gegenstand mikroökonomischer Theorien. 

## Duopol-Modelle
Die beiden grundlegenden Modelle, die bei der Betrachtung von Oligopolen zum Einsatz kommen, sind:
MengenwettbewerbCournot-Oligopol (nach Antoine-Augustin Cournot), das zeigt, dass die beiden Anbieter auf Produktionsänderungen des jeweils anderen mit der angebotenen Menge reagieren, bis ein Nash-Gleichgewicht erreicht ist.
PreiswettbewerbModell des Bertrand-Wettbewerbs (nach Joseph Bertrand), dem die spieltheoretische Überlegung zugrunde liegt, dass beide Anbieter über die Preise strategisch agieren.
Bezüglich der Wettbewerbsintensität kann im Duopol keine eindeutige Aussage über den vorherrschenden Grad kompetitiver Interaktion getroffen werden. Duopolmärkte können von starkem Wettbewerb bis hin zu existenzbedrohenden Preiskriegen gekennzeichnet sein (beispielsweise im Fall der Chiphersteller Intel und AMD im Markt für Mikroprozessoren). Andererseits kann es durch Kollusion der Anbieter dazu kommen, dass wichtige Wettbewerbsmechanismen ausgehebelt werden.

## Duopole in der Politik
In der neuen politischen Ökonomie spielt das Duopol eine bedeutende Rolle, da die politische Landschaft vieler Länder durch ein Duopol gekennzeichnet ist. Typisches Beispiel hierfür sind die USA, wo es mit Republikanern und Demokraten lediglich zwei relevante politische Parteien gibt. Teilweise wird das spieltheoretische Konzept des Duopols auch auf die beiden deutschen Volksparteien SPD und CDU und ihr Verhalten angewandt.

## Duopole in der Wirtschaft
Echte Duopole sind in der Praxis selten zu finden. Beispiele sind:
- Der Mobilfunkmarkt in Deutschland Anfang der 1990er-Jahre, als es mit T-D1 (heute T-Mobile) und Mannesmann D2 (heute Vodafone D2) nur zwei Mobilfunkanbieter auf dem deutschen Markt gab.
- Das Duopol für Großraumflugzeuge – Airbus und Boeing sind die einzigen Anbieter – ist das weltweit größte und bekannteste Duopol.

Häufiger existieren – analog zu den Quasi-Monopolen – Märkte mit Quasi-Duopolen, also mit zwei großen Anbietern und mehreren oder vielen wesentlich kleineren:
- Bei Kreditkartensystemen gibt es ein europaweites Quasi-Duopol der beiden Anbieter Mastercard und VISA International Service Association.
- Auf dem PC-Markt bilden Intel und AMD bei den Hauptprozessoren sowie Nvidia und AMD (früher ATI) bei den Grafikprozessoren Quasi-Duopole.
- Quasi-Duopole bilden auch die beiden schweizerischen Einzelhandelsunternehmen Migros und Coop (Schweiz), sowie Autoscout24 und Mobile.de bei den Online-Automärkten.[2]
- Auf dem Markt für Mobil-Betriebssysteme bilden Android von Google und iOS von Apple ein Quasi-Duopol.